# Cheryl Barker
Cheryl Barker   (Sydney, 22 d'abril de 1960) és una soprano operística australiana que ha tingut una activa carrera internacional des de finals dels anys vuitanta. Ha cantat en diversos enregistraments operístics complets amb "Chandos Records", inclosos els papers principals a Rusalka de Antonín Dvořák, Kàtia Kabànova de Janáček i Madama Butterfly de Puccini, i Emilia Marty a Věc Makropulos de Janáček. També ha realitzat dos enregistraments en solitari d'àries d'òpera, una amb lOrquestra Filharmònica de Londres amb el director David Parry i l'altra amb lOrquestra Victoria i el director Richard Bonynge. A l'escenari ha col·laborat amb l'Òpera Nacional Anglesa (ENO) i l'Òpera Austràlia.

## Carrera
Barker va estudiar amb Joan Hammond al "Victorian College of the Arts" i va començar la seva carrera com a membre del cor de l'òpera a la "Victoria State Opera". A l'edat de 19 anys, va fer la seva primera aparició en solitari en aquella casa com Blondchen a El rapte del serrall de Mozart als 23 anys.
El 1984, Barker es va traslladar amb el seu marit, el baríton Peter Coleman-Wright, a Londres, per tal que pogués assumir el seu nou càrrec com a membre del cor al Festival de Glyndebourne. Dues setmanes després de la seva arribada, Barker va fer una audició i va ser acceptada com a membre del cor de l'òpera "Welshpera Nacional" de Gal·les. Va romandre allà durant el següent any i mig, substituint ocasionalment per cantants malalts en parts més grans i fent algun que altre paper comprimario a més de cantar al cor.
El 1986, Barker va rebre la beca Mabel Brookes i va ser finalista a les audicions del Consell Nacional del Metropolitan Opera. Aquests reconeixements la van ajudar a iniciar una carrera en solitari amb companyies d'òpera menors a finals dels anys vuitanta. Va interpretar els papers de Marzelline a Fidelio i Cherubino a Les noces de Figaro amb la "English Touring Opera". El 1989 va guanyar la "Royal Over-Seas League" de Londres. El seu primer gran èxit de crítica va ser el 1990 en debutar a l'Òpera de Sydney com Mimì a La bohème de Puccini, dirigida per Baz Luhrmann.
Des de principis dels anys noranta, Barker ha estat intèrpret habitual de totes les principals companyies d'òpera d'Austràlia. Amb l'Òpera Estatal d'Austràlia del Sud ha cantat Blondchen i Mimì. A l'Òpera Estatal de Victoria ha aparegut com a Antonia a Les Contes d'Hoffmann, La primera dama de La flauta màgica i Mimì. Ha interpretat Tatyana a Eugene Onegin a la "Lyric Opera de Queensland" i Cio-Cio San a Madama Butterfly amb l'Auckland Òpera. Amb Òpera Austràlia ha interpretat la comtessa Almaviva a Les noces de Figaro, Cio-Cio San, Desdemona a Otello, Emilia Marty a Věc Makropulos, Lauretta a Gianni Schicchi, Marie/Mariette a l'estrena australiana, dirigida per Bruce Beresford, de Die tote Stadt de Erich Wolfgang Korngold, el Marschallin a Der Rosenkavalier, Marzelline a Fidelio, Nedda a Pagliacci i els papers principals a Arabella, Manon Lescaut, Salomé i Suor Angelica.
El 2011, Barker va cantar el paper principal a la producció de Tosca d'"Opera Queensland", un paper que havia interpretat abans a Londres i Sydney. Després de retirar-se d'una producció de Tosca del 2010 amb l'Òpera Austràlia, va cantar aquest paper per a la segona meitat de la producció d'Òpera Austràlia a l'agost del 2013. Més tard aquell mateix any, va tornar a reproduir el paper de Desdemona amb l'Òpera Queensland.
Les aparicions de Barker amb l'Òpera Nacional anglesa inclouen Donna Elvira a Don Giovanni, La princesa estrangera a Rusalka, The Governess i Miss Jessel a The Turn of the Screw (Britten), Oksana a Notx péred Rójdestvom, Musetta, Tosca i el paper principal a Salomé de Richard Strauss.
Com a artista convidada, Barker ha aparegut a l'Òpera Neerlandesa (Cio-Cio San, Emilia Marty), a la "Royal Opera de Londres" (Jenifer a The Midsummer Marriage), a l'òpera escocesa (Adina a L'elisir d'amore, a Annius a La clemenza di Tito i Tatyana), l'Òpera de Vlaamse (Suor Angelica, Liù en Turandot) i l'Òpera Nacional de Gal·les (Kàtia Kabànova). El 2004 va interpretar a Sarah Miles a l'estrena mundial de The End of the Affair de Jake Heggie a la Gran Òpera de Houston amb el seu marit Peter Coleman-Wright com a marit i Teddy Tahu Rhodes com a amant. El 2009 va cantar Cio-Cio San per a la seva primera aparició amb l'Òpera de París.
El creuer australià inaugural de les arts escèniques al "MS Radiance of the Seas" el novembre del 2014 va incloure Barker i, entre d'altres, David Hobson, Colin Lane, Teddy Tahu Rhodes, Simon Tedeschi], Elaine Paige, Marina Prior i Jonathon Welch. Barker i Hobson van cantar "O soave fanciulla" de La bohème, la primera vegada que van cantar junts 24 anys després de la producció per Baz Luhrmann.
L'estrena australiana de l'òpera Hamlet de Brett Dean al Festival d'Adelaida del 2018 va incloure a Barker com a Gertrude.

## Honors i Premis
Barker va rebre el premi a la millor intèrpret femenina en una òpera en els premis Helpmann del 2008 pel seu paper a Arabella i el 2013 per Salomé. El 2008, Barker i el seu marit van rebre els doctors honoris causa de la Universitat de Melbourne. En els honors de l'aniversari de la reina del 2015, Barker va ser nomenada oficial de l'Ordre d'Austràlia, igual que el seu marit.

## Discografia
- 2001: Madam Butterfly (Puccini, cantat en anglès) Philharmonia Orchestra, Yves Abel; "Chandos"
- 2002: Persuasion & Seduction, Tasmanian Symphony Orchestra, Martin André; amb Peter Coleman-Wright; "ABC Classics"
- 2003: Puccini = Passion State Orchestra of Victoria, Richard Bonynge; "Melba Recordings"
- 2003: Quo Vadis (George Dyson), Royal Welsh College Chamber Choir, BBC National Chorus of Wales, Richard Hickox; amb Jean Rigby, Philip Langridge, Roderick Williams; Chandos
- 2003: Madama Butterfly, Netherlands Opera, Netherlands Philharmonic Orchestra, Edo de Waart; director Robert Wilson; "Cultur Video"
- 2007: The Makropulos Case (Janáček, cantada en anglès), English National Opera, Charles Mackerras; Chandos
- 2007: Káťa Kabanová (Janáček, cantada en anglès) Welsh National Opera, Carlo Rizzo; Chandos
- 2008: Rusalka (Dvořák, cantada en txec) Live Australian Opera, Richard Hickox; amb Bruce Martin, Anne-Marie Owens, Rosario La Spina; Chandos
- 2009: Great Operatic Arias, Vol. 21; Chandos
- 2011: Don John of Austria (Isaac Nathan) Live Sydney Symphony Orchestra, Alexander Briger; Deutsche Grammophon
- 2011: Pure Diva: Tribut a Joan Hammond; "Melba Recordings"

A més, Barker està representada en diversos àlbums de recopilacions d'òpera, per exemple. en algunes de les col·leccions Classic 100 Countdown d'ABC Classic FM.

## Vida personal
Barker té un fill, Gabriel, amb el seu marit Peter Coleman-Wright. La parella ha actuat junts en diverses produccions: Tosca (2002, ENO i 2005, Opera Australia), The End of the Affair (2004, Houston Grand Opera), Arabella (2008, Opera Australia, Sydney Opera House i State Theatre (Melbourne)), recitals de concerts (2008 a Sydney amb Piers Lane, 2012 a Melbourne), i una representació semi-escenificada de Kiss Me, Kate música de Cole Porter al QPAC de Brisbane.